# 케찰
케찰(스페인어: Quetzal, 학명: Pharomachrus mocinno)은 비단날개새과에 속하는 새로 중앙아메리카 멕시코 남부에서 파나마 서부 산악 지대까지에 이르는 지역에 서식한다. 전체적으로 녹색과 빨간색을 띄고 있다. 몸 길이는 평균 36cm, 꼬리 길이는 약 60cm이며 주로 나무 위에서 열매를 따먹거나 곤충, 작은 동물을 잡아먹으면서 생활한다.
중앙아메리카의 마야 문명과 아스텍 문명에서 신성한 새로 여겨졌다. 과테말라에서는 자국을 상징하는 나라새(국조(國鳥))로 여겨지고 있으며 과테말라의 국장에 그 모습을 새기고 자국의 통화(화폐) 단위 이름을 케찰로 정하고 있다. 아스텍 신화에 나오는 날개달린 뱀의 형상을 한 신인 케찰코와틀은 여기서 따온 이름이다.